# The Shutov Assembly
The Shutov Assembly è un album discografico del musicista e polistrumentista britannico Brian Eno, pubblicato nel 1992.
Dedicato al pittore russo Sergei Shutov, l'album include alcuni brani scartati risalenti fra il 1985 e il 1990.
Venne ristampato nel 2004.

## Tracce
Tutti i brani sono stati composti da Brian Eno.
1. Triennale – 4:02
2. Alhondiga – 3:16
3. Markgraph – 3:39
4. Lanzarote – 8:37
5. Francisco – 4:44
6. Riverside – 3:50
7. Innocenti – 4:50
8. Stedelijk – 5:26
9. Ikebukuro – 16:05
10. Cavallino – 3:06